# Петро Тризна
Петро Тризна (? — 1633) — державний діяч Великого князівства Литовського.

## Біографія
Воєвода парнавський з 1628, староста бобруйський.
Заснував у Бобруйську резиденцію єзуїтів.
Володів селами Занки, Андрієвичі (Волковиський район), Дямідкавичі, Кольчиці, Мишковичі, Цейкавичі, Хомичі, Глибокавичі, Павловичі, Дваранінавичі, Михалево, Плеси, Ковальово, Авсімавичі, Воротинь, Кочеричі, Ясний Ліс (засноване ним), Вітлін (Бобруйське староство).

## Сім'я
Син Григорія Тризни, каштеляна смоленського, брат Григорія Тризни, ватажка вовковиського.
Був одружений із Ганною Мосальською, дочкою гродненського підкоморія Григорія Масальского. Мав дочку Петранелю, яка вийшла за великого литовського хорунжого Самуеля Паца.